# Choleretikum
Choleretikum  je léčivo nebo rostlinná droga zvyšující vylučování žluče.

## Farmaka
V Česku jsou dostupná mj. tato léčiva:
- Cholestil[1],
- Cholagol[2],
- Cynarosan[3],
- Febichol[4],

která obsahují vesměs výtažky z těchto bylin: artyčok, heřmánek pravý, kurkuma, máta peprná, reveň lékařská, řepík lékařský, smetánka lékařská.